# Októberi forradalom sziget

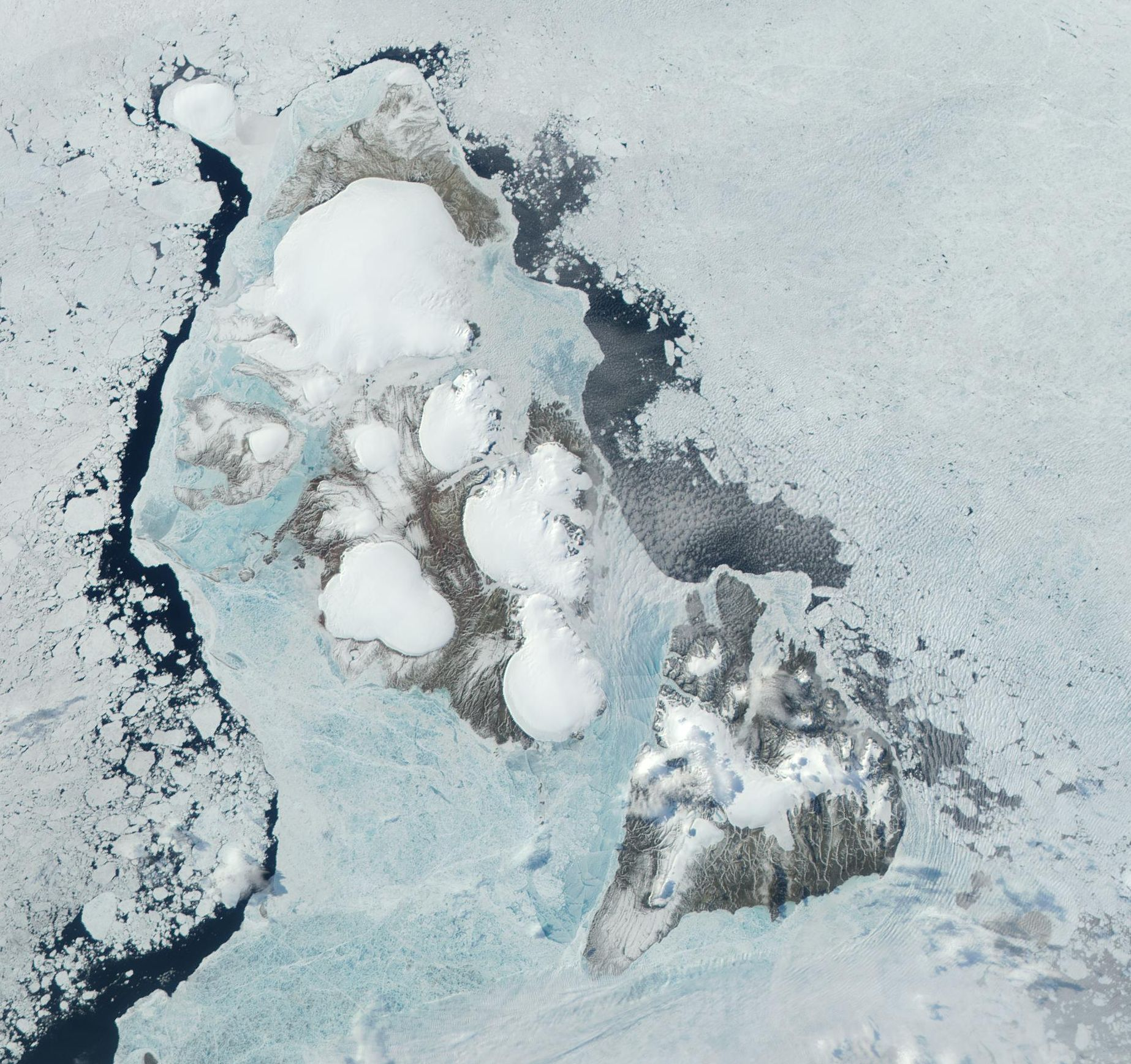
Az Októberi forradalom sziget a Szevernaja Zemlja központi részén

Az Októberi forradalom sziget (oroszul: Остров Октябрьской Революции [Osztrov Oktyabrszkoj Revoljucii]) az Oroszországhoz tartozó Szevernaja Zemlja szigetcsoport legnagyobb szigete. Közigazgatásilag a Krasznojarszki határterület Tajmiri Dolgan–Nyenyec járásához tartozik. Területe 14 170 km², ezzel 59. a Föld legnagyobb szigeteinek listáján.

## Elhelyezkedése
A Szevernaja Zemlja szigetei között központi helyet foglal el. Nyugaton és délen a Kara-tenger, keleten a Laptyev-tenger határolja. Az Októberi forradalom szigettől északra helyezkedik a Komszomolec-sziget, északnyugatra a Pionyer-sziget, ezektől a Vörös Hadsereg-szoros választja el. A szigettől délkeletre a Bolsevik-sziget terül el, melytől a Sokalszkij-szoros választja el. A Bolsevik-szigettől még délkeletebbre a Sztarokadomszkij- és a Kis-Tajmir-sziget fekszik. A szigetcsoport legészakibb tagja a Smidt-sziget. 

## Földrajza
Az északnyugat–délkeleti irányban elnyújtott alakú sziget legnagyobb hossza 170 km, szélessége 130 km; legmagasabb pontja a Karpinszkij-gleccseren van (965 m). Domborzati formái között megkülönböztetik a tengermelléki sík vidéket és a magasra emelkedő platóalakú hátságokat. Az összterület 58%-át, közel 8000 km²-ét jég, gleccser fedi, a jégmentes részeket sarki sivatag, illetve sarki tundra gyér növényzete: zuzmó és moha borítja.
A partvonal erősen tagolt, a sekély öblök mélyen benyúlnak a szárazföldbe, sok kis félszigetet és partmenti szigetet képeznek. A sziget jelentős folyói közül legnagyobb a 64 km hosszú Ozjornaja, az 58 km-es Usakova és a 42 km hosszú Bolsaja folyó; legnagyobb állóvize a Fjordovoje-tó (kiterjedése több mint 55 km²). A folyókon a nyári átlagosan 70 nap elteltével a lefolyás megáll, a vizek befagynak.
Az Októberi forradalom szigeten található öt jégsapka, az óramutató járásával megegyezően északról: Ruszanov, Karpinszkij, Unyiverszityetszkij, Vavilov és Albanov.

## Története
A Szevernaja Zemlja szigeteit, köztük az Októberi forradalom szigetet Borisz Vilkickij fedezte fel 1913-ban. Az első tudományos expedíció 1930-tól 1932-ig tartott, ekkor Georgij Usakov és Nyikolaj Urvancev expedíciója tárta fel a szigetet és elkészítette első térképét. 
1935-ben a sziget délkeleti részén sarki kutatóállomást létesítettek. A Vavilov jégsapka északi részén 1974-ben hozták létre a Vavilov Meteorológiai Állomást, amely 1988-ig működött.
2006-ban kezedeményezték, hogy II. Miklós cár szentté avatott feleségéről nevezzék át a szigetet Szvjataja Alekszandra (Szent Alekszandra) névre. Később ezt a javaslatot elvetették.
A Vavilov-gleccserről megállapították, hogy 2015 óta sokkal gyorsabban mozog lefelé és sokkal gyorsabban olvad, mint a korábbi években. Egy 2018-ban publikált kutatási eredmény szerint mozgási sebessége a napi 25 m-t is elérte. Azóta mozgása napi 5-10 m-re mérséklődött, de ez is jóval meghaladja a régi átlagos 132 m/év sebességet. 2015–2016-ban, egyetlen szezon alatt 4,5 milliárd m³ jege olvadt el. A jelenséget a globális felmelegedéssel magyarázzák.

## Természetvédelem, állatvilág
1996-ban a szigetcsoport négy különálló részére kiterjedő természetvédelmi területet jelöltek ki (Zakaznyik „Szeverozemelszkij”, 421 700 ha). Védelemben részesülnek kisebb sarki sivatagok, hegyi szurdokok, fjordok, madárkolóniák, a zord éghajlatot jól tűrő ritka állatfajok: a nagy emlősök közül elsősorban a jegesmedve, a vad rénszarvas helyi, szigeti változata (Novaja Zemlja-i rénszarvas?); madarak közül például az uria vagy a vörösnyakú lúd. A négy védett területrészből kettő van az Októberi forradalom szigeten:
- északkeleten a Matuszevics-fjord és környéke (Участок "Фьорд Матусевича")

A területrész tipikus sarki tundra. A szigeten csakis itt alkotnak kolóniát az alkabukók. A fjord partmenti szikláin figyelték meg a sirályfélék családjába tartozó csüllők legnagyobb kolóniáit. A területen fészkelnek többek között az alkafélék családjába tartozó cepphus, a jeges sirály, a hósirály és más tengeri madarak csapatai.
- északnyugaton a Párizsi Kommün-félsziget (Участок "Полуостров Парижской Коммуны")

A félsziget madárvilága változatos. Élőhelyein a Szevernaja Zemlja sok jellemző fészkelő madárfaja található: örvös lúd, cifra pehelyréce, fenyérfutó, tengeri partfutó, nyílfarkú halfarkas, sarki csér, hóbagoly, sarkantyús sármány, hósármány, tengeri partfutó. A kisebb szárazföldi emlősök közül viszonylag nagy számban fordul elő a sarki róka és a szibériai örvöslemming.

## Fordítás
- Ez a szócikk részben vagy egészben  az   October Revolution Island című angol Wikipédia-szócikk fordításán alapul.  Az eredeti cikk szerkesztőit annak laptörténete sorolja fel. Ez a jelzés csupán a megfogalmazás eredetét és a szerzői jogokat jelzi, nem szolgál a cikkben szereplő információk forrásmegjelöléseként.